# 大阪協栄信用組合

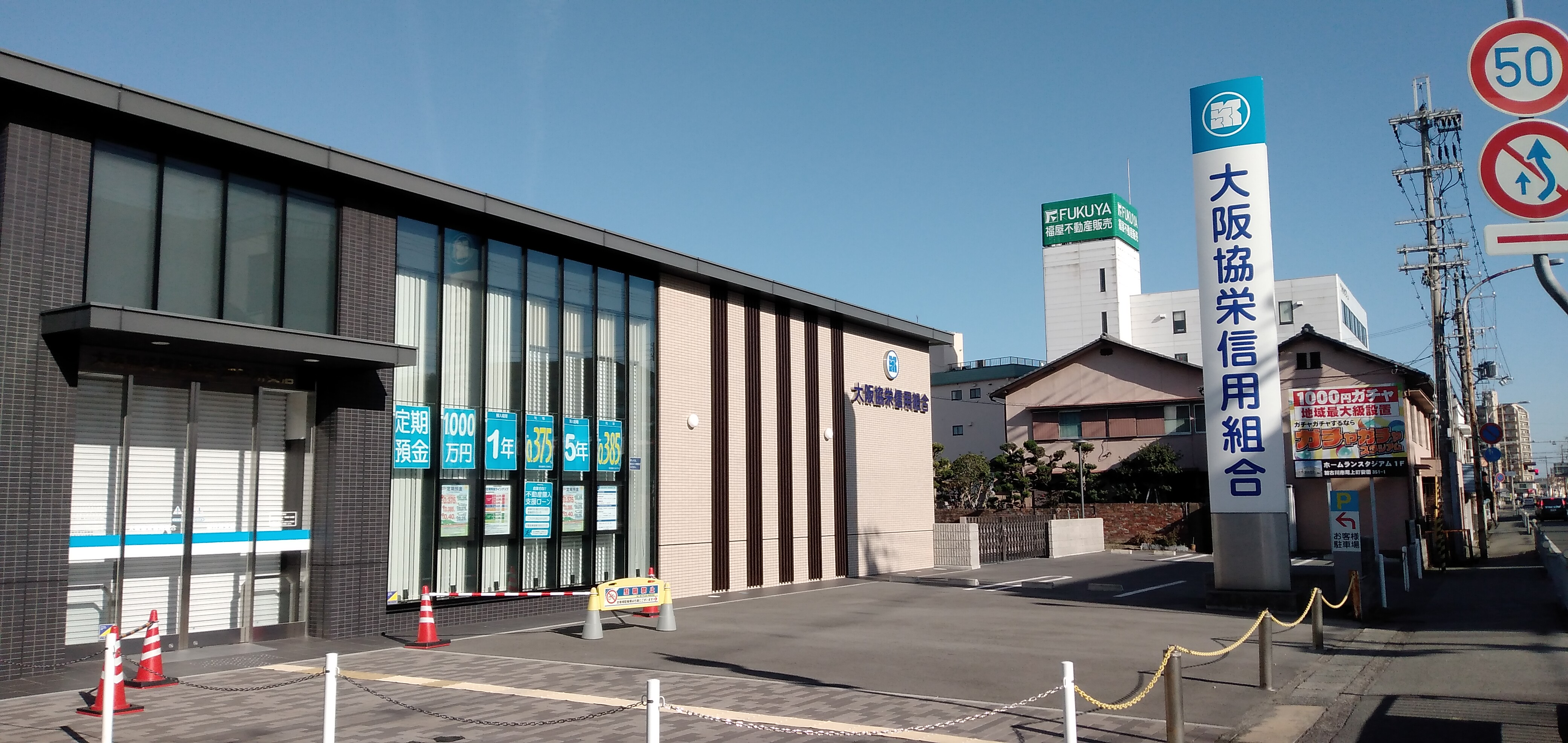
加古川支店

大阪協栄信用組合（おおさかきょうえいしんようくみあい）は、大阪市中央区に本店を置く信用組合。2010年10月12日、富士信用組合と合併した。

## 沿革
- 1951年（昭和26年）12月 - 理美容業者組合員の金融面の相互扶助を目的として、協栄信用組合を設立。
- 1984年（昭和59年）6月 - 大阪協栄信用組合に改称。
- 2009年（平成21年）11月 - 新本店ビル竣工に伴い、本部機能及び本店を新本店ビルへ移転。
- 2010年（平成22年）10月 - 富士信用組合（本店：神戸市中央区）と合併。

## 施策
当信組ではATMを設置していない（唯一、神戸営業部のみ設置）。さらに外回りによる営業をしないことでコストを削減し、預金の金利を上乗せをする手法で預金量を約12倍（過去15年）にのばしている。

## 富士信用組合との合併
2010年2月5日、当信組は同年10月上旬を目処に、神戸市中央区に本店を置く富士信用組合と合併することで合意し、2010年10月12日に合併した。民族系の信用組合を除けば、隣府県同士の広域合併については全国で2例目で、関西地方の信用組合としては初の隣府県同士の広域合併となる。
存続組合・合併後の名称は大阪協栄信用組合とし、預金量が近畿の信用組合中で3位に、さらに全国にある信用組合中で13位から9位（2010年2月の合併合意時点では10位）に浮上した。
なお、合併前の旧：富士信組店舗ではATM設置（一部のみ）やキャッシュカードの発行を行ってきたが、合併後以降は一部見直される（詳細については富士信用組合#大阪協栄信用組合との合併を参照）。